# Timothy Leary
Timothy Francis Leary (22. října 1920, Springfield, Massachusetts – 31. května 1996, Beverly Hills) byl americký psycholog z Harvardovy univerzity, spisovatel, filosof, popularizátor psychedelické drogy LSD, představitel tehdejší kontrakultury.
Jeho heslo „zapnout, naladit, vypadnout“ (anglicky Turn on, tune in, drop out) se stalo mottem hippies. Byl napadán konzervativními osobnostmi a americký prezident Richard Nixon ho nazval „nejnebezpečnějším mužem v Americe“. V roce 1970 byl odsouzen na 20 let za držení dvou jointových nedopalků, které – jak tvrdil – mu byly podstrčeny vládními agenty. Posléze za pomoci krajně levicové organizace Weatherman (na objednávku psychedelického uskupení The Brotherhood of Eternal Love) uprchl z vězení a přes Mexiko se dostal do Alžírska. Tehdejší alžírský režim ho nakonec donutil k přemístění do Švýcarska, kde dostal politický azyl. V roce 1972 se však vydal na tajnou dovolenou do Afghánistánu, kde byl nakonec chycen a předán americkým úřadům a vězněn do roku 1976.
V osmdesátých letech ho fascinovaly počítače a stal se jedním z vizionářů internetu.
Timothy Leary se ve svých dílech zabýval mimo jiné mezilidskou komunikací. V psychedelické komunitě zavedl a popsal principy psychedelického sezení známé jako "set a setting". Tyto principy jsou v psychedelické subkultuře fundamentálním standardem. Byl inovátorem teorie kruhového modelu vědomí, později rozvinuté agnostickým filozofem Robertem A. Wilsonem. Ve světě psychologie a psychedelických bádání přispěl svým výzkumem v rámci experimentu ve věznici Concord, kde zkoumal účinky psilocybinu na odsouzených vězních. Experiment se těšil úspěchu, neboť ukázal, že účinek psilocybinu snižuje kriminální chování recidivistů.

## Smrt
V lednu roku 1995 byla Learymu diagnostikovaná rakovina prostaty. Rozhodl se pečlivě na smrt připravit. Zemřel roku 1996 a na své přání si nechal svojí smrt natočit na videokameru, přičemž mu byla v okamžik smrti oddělena hlava od těla. Hlavu nechal zamrazit a zbytek těla byl zpopelněn a rozprášen do vesmíru.

## Dílo
- LEARY, Timothy. Záblesky paměti. Olomouc: Votobia, 1996. 569 s. ISBN 80-7198-038-2.
- LEARY, Timothy. Velekněz. Praha: Maťa, 2003. 464 s. ISBN 80-7287-021-1.
- LEARY, Timothy. Chaos a kyberkultura. Praha: DharmaGaia, 1997. 371 s. ISBN 80-85905-30-2.
- LEARY, Timothy. Plán umírání. Praha: Volvox Globator, 1998. 225 s. ISBN 80-7207-182-3.
- LEARY, Timothy. Neuropolitika. Brno: Books, 1999. 249 s. ISBN 80-7242-052-6.

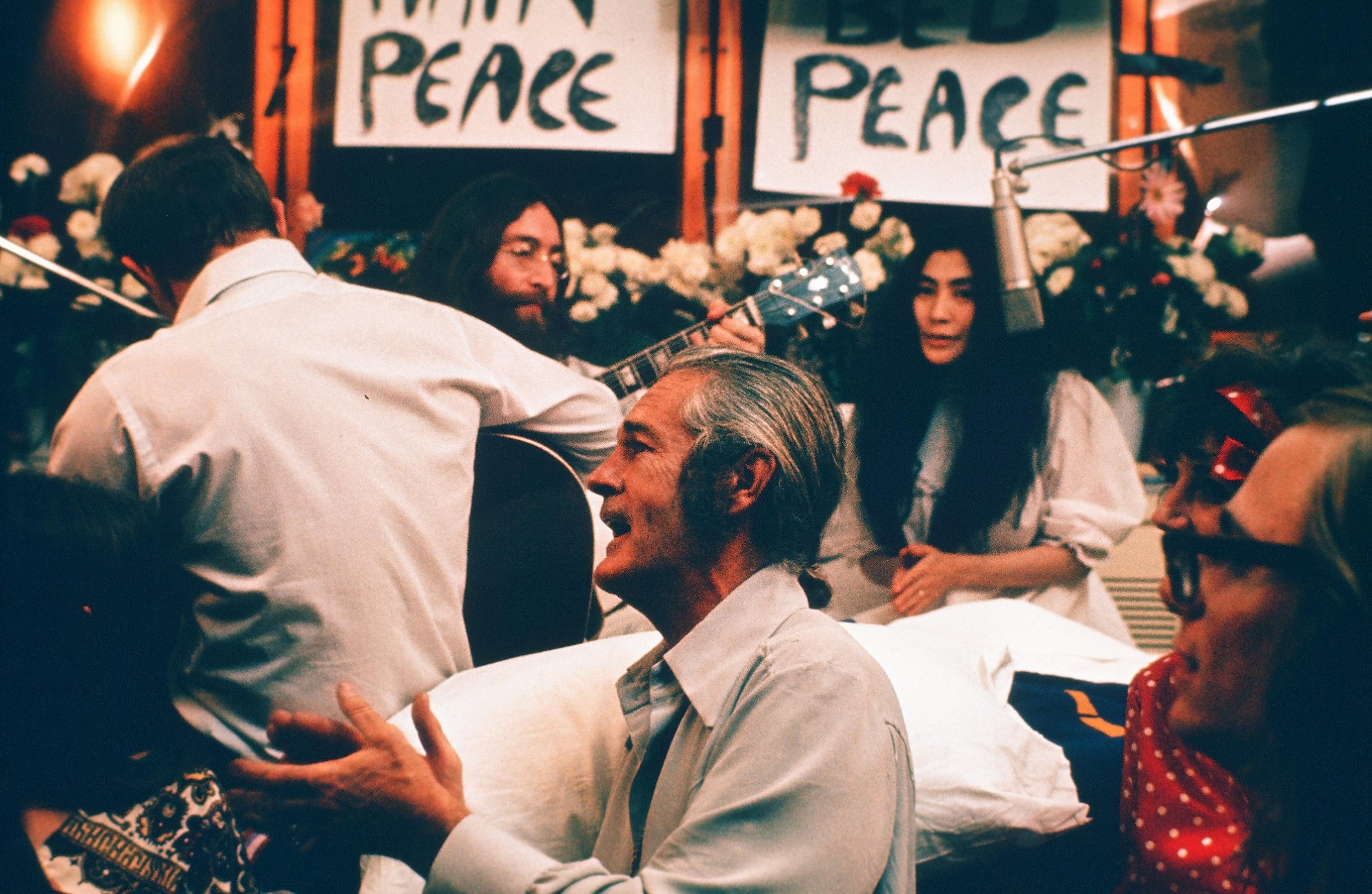
Timothy Leary, John Lennon, Yoko Ono a další nahrávají skladbu Give Peace a Chance

- LEARY, Timothy. Infopsychologie : manuál k používání lidského nervového systému v souladu s pokyny výrobce. Brno: Jota, 1997. 213 s. ISBN 80-7217-013-9.
- LEARY, Timothy. Hra života : real-izace. Brno: Books, 1998. 311 s. ISBN 80-7242-025-9.
- LEARY, Timothy. Největší hity Timothyho Learyho : rukopisy 1980-1990. 1. Olomouc: Votobia, 1996. 145 s. ISBN 80-7198-120-6.
- LEARY, Timothy. Největší hity Timothyho Learyho : rukopisy 1980-1990. 2. Olomouc: Votobia, 1996. 151 s. ISBN 80-7198-143-5.
- LEARY, Timothy. Politika extáze. Olomouc: Votobia, 1997. 417 s. ISBN 80-7198-194-X.